# Atticus Mitchell
Atticus Dean Mitchell (Toronto, 16 maggio 1993) è un attore canadese, famoso per aver interpretato il ruolo di Benny Weir nel film televisivo La mia babysitter è un vampiro e nella serie televisiva omonima.

## Biografia
Mitchell è nato il 16 maggio 1993, a Toronto, in Canada. Si è diplomato al Malvern Collegiate Institute, un liceo di Toronto ed ha pensato di iscriversi alla Ryerson University. Nel 2008, Atticus è stato eletto, con conseguente premio, ragazzo più sexy di Toronto. Tuttavia nel 2009 non ha mantenuto il titolo a causa di una rissa avvenuta nel "Giruppius's Pub" nella quale si è rotto il setto nasale. La madre gli ha tolto il telefono cellulare per ben 2 giorni. 
Mitchell ha iniziato la carriera cinematografica nel 2009 recitando nella serie Essere Indie nella quale ha interpretato il ruolo di Carlos Martinelli in tre episodi. Il successo lo ha ottenuto interpretando il ruolo di Benny Weir nella serie televisiva La mia babysitter è un vampiro e nel 2011 ricevette una nomination per il Gemini award per la sua interpretazione nel film omonimo. Nel 2012 ha interpretato il ruolo di Gabe nel film televisivo Radio Rebel. Nel 2013 ha recitato nella serie televisiva Hard Rock Medical e nei film The Colony e Bunks.

## Filmografia

### Cinema
- Rainbow Connection, regia di Kire Paputts - cortometraggio (2012)
- Where Do We Go from Here, regia di Zachary Bennett - cortometraggio (2012)
- The Colony, regia di Jeff Renfroe (2013)
- Iris, regia di Simone Stock - cortometraggio (2013)
- What We Have, regia di Maxime Desmons (2014)
- Stonewall, regia di Roland Emmerich (2015)
- Darker Than Night, regia di Johnny Mitchell (2018)
- Riot girls - Ragazze ribelli (Riot Girls), regia di Jovanka Vuckovic (2019)
- Lune, regia di Aviva Armour-Ostroff e Arturo Pérez Torres (2021)
- Fixation, regia di Mercedes Bryce Morgan (2022)

### Televisione
- Living in Your Car – serie TV, episodio 1x06 (2010)
- La mia babysitter è un vampiro (My Babysitter's a Vampire), regia di Bruce McDonald – film TV (2010)
- Essere Indie (How to Be Indie) – serie TV, episodi 1x01-1x03-2x07 (2009-2011)
- Radio Rebel, regia di Peter Howitt – film TV (2012)
- La mia babysitter è un vampiro (My Babysitter's a Vampire) – serie TV, 26 episodi (2011-2012)
- Hard Rock Medical – serie TV, episodi 1x06-1x07 (2013)
- Bunks, regia di Tibor Takács – film TV (2013)
- Fargo – serie TV, episodi 1x01-1x03-1x08 (2014)
- Young Drunk Punk – serie TV, 13 episodi (2015)
- Second Jen – serie TV, 4 episodi (2016)
- The Expanse – serie TV, episodi 3x04-3x05 (2018)
- Killjoys – serie TV, 11 episodi (2017-2019)
- The Hardy Boys – serie TV, 23 episodi (2020-2022)
- Transplant – serie TV, 5 episodi (2022)

## Riconoscimenti
- 2011 – Gemini Award: candidatura come Best Performance by an Actor in a Featured Supporting Role in a Dramatic Program or Mini-Series

## Doppiatori italiani
Nelle versioni in italiano dei suoi lavori, Atticus Mitchell è stato doppiato da:
- Alessandro Campaiola in La mia babysitter è un vampiro, Fargo
- Mirko Cannella in Stonewall
- Alessandro Capra in The Hardy Boys
- Gabriele Patriarca in Transplant